# Otus sunia
Il gufo orientale (Otus sunia) è una specie di assiolo che si trova nell'Asia orientale e meridionale.

## Descrizione
L’Otus sunia è un piccolo gufo. Ha un piumaggio colorato e occhi gialli. Le orecchie potrebbero non essere erette. Si distingue dall’assiolo per le strisce bianche sulle scapole.
Il colore dell’Otus sunia è diviso in due tipi: grigio e rosso-brunastro. Esistono anche tipi intermedi tra i due. Le femmine e i maschi sono simili nell'aspetto. Quando vengono stimolati da un nemico esterno, possono irrigidirsi con gli occhi semi-chiusi. Gli adulti hanno richiami con tonalità più alte rispetto ai giovani.

## Distribuzione e habitat
L’Otus sunia è diffuso nell'Asia orientale e meridionale. Vive anche nelle aree di foresta decidua secca dalla Russia alla Thailandia. Costruiscono i loro nidi nei buchi degli alberi di mahua da febbraio ad aprile.